# Playground Kids
Playground Kids is het debuutalbum van de Haagse band Soul Sister Dance Revolution. Het werd uitgebracht in 2013.

## Achtergrond
2012 stond volledig in het teken van de opnamen van het debuutalbum Playground Kids. Op 1 oktober 2012 bracht Soul Sister Dance Revolution haar eerste single 'Hold the line' uit, die veelvuldig op 3FM te horen is geweest. De band werd uitgeroepen tot 3FM Serious Talent en mocht de Haagse Popprijs voor aanstormend talent in ontvangst nemen. De daarop volgende maanden toerde de band door Nederland in het voorprogramma van DI-RECT tijdens de clubtournee “Time Will Heal Our Senses”.
In 2013 speelde de band op het popfestival Noorderslag en werd genomineerd voor een 3FM Award in de categorie “Beste Rock”, als enige nieuwkomer tussen de gevestigde namen. Op 4 april presenteerde de Sisters hun debuutalbum Playground Kids in een uitverkochte Supermarkt in Den Haag. Lovende recensies volgden en na een optreden in De Wereld Draait Door stootte het album door naar de nummer 1-positie in de iTunes Alternative Charts.

## Bezetting
- Thomas van der Want - zang, gitaar
- Laszlo Barz - leadgitaar, zang
- Michael Baumgarten - basgitaar
- Camiel Meiresonne - toetsenist, percussie, zang
- Jelger Durieux - drums, zang

## Tracklist

### Cd
| Nr. | Titel              | Schrijver           | Duur  |
| --- | ------------------ | ------------------- | ----- |
| 1   | Baby Gaselle       | Thomas van der Want | 3:39  |
| 2   | Playground Kids    | Van der Want        | 3:34  |
| 3   | Hearts             | Van der Want        | 3:46  |
| 4   | Soldiers Of Love   | Van der Want        | 3:25  |
| 5   | Start A War        | Van der Want        | 5:12  |
| 6   | Hold The Line      | Van der Want        | 2:31  |
| 7   | Eye Of The Storm   | Van der Want        | 3:41  |
| 8   | Psilo              | Van der Want        | 5:25  |
| 9   | The Ripper         | Van der Want        | 3:47  |
| 10  | I Hate Rock & Roll | Van der Want        | 2:19  |
|     |                    | Totale duur         | 37:19 |